# Kuoksajärvi
Kuoksajärvi är en sjö i Finland. Den ligger i kommunen Rovaniemi i landskapet Lappland, i den norra delen av landet, 700 km norr om huvudstaden Helsingfors. Kuoksajärvi ligger 121,1 meter över havet. Den är 17 meter djup. Arean är 1,01 kvadratkilometer och strandlinjen är 7,7 kilometer lång. Sjön  ingår i Kemi älvs huvudavrinningsområde. 